# Вертковский сельсовет (Клинский район)
Вертковский сельсовет — упразднённая административно-территориальная единица, существовавшая на территории Московской губернии и Московской области до 1975 года.
Вертковский сельсовет был образован в первые годы советской власти. По данным 1923 года он входил в составе Спас-Нудольской волости Клинского уезда Московской губернии.
В 1926 году Вертковский сельсовет включал деревни Вертково и село Покровское-Жуково.
В 1929 году Вертковский с/с был отнесён к Новопетровскому району Московского округа Московской области.
3 июня 1959 года Новопетровский район был упразднён и Вертковский с/с был передан в Рузский район.
5 сентября 1959 года Вертковский с/с был передан в Клинский район.
1 февраля 1963 года Клинский район был упразднён и Вертковский с/с был передан в Солнечногорский сельский район. 11 января 1965 года Вертковский с/с был возвращён в восстановленный Клинский район.
10 марта 1975 года Вертковский с/с был упразднён, а его территория передана в Нудольский с/с.